# 初山別駅

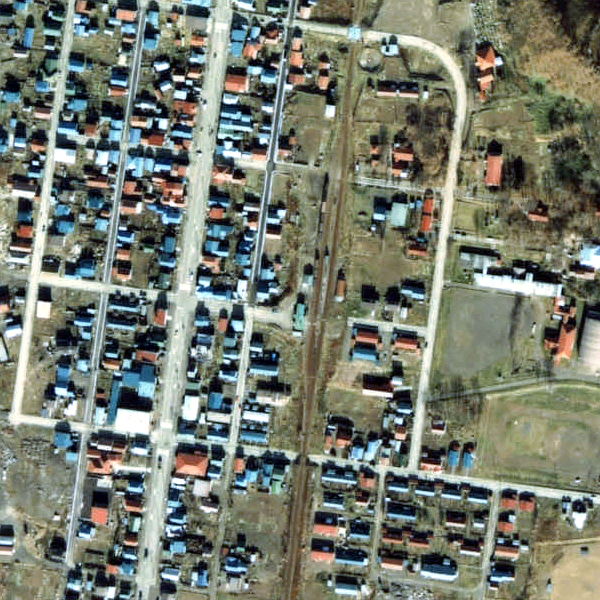
1977年の初山別駅と周囲約500m範囲。上が幌延方面。かつての天塩有明駅と同様に島式ホーム1面2線と駅舎前に貨物積卸線を有している。こちらはまだ貨物線が現役で、貨物列車が停車しているのが見える。駅裏の北側には転車台の跡が残されており、また駅裏に側線もあったようであるが詳細は不明。

初山別駅（しょさんべつえき）は、北海道苫前郡初山別村字初山別にかつて設置されていた、日本国有鉄道（国鉄）羽幌線の駅（廃駅）である。電報略号はサン。事務管理コードは▲121619。
1986年（昭和61年）10月まで運行されていた、急行「はぼろ」の停車駅であった。

## 歴史
- 1957年（昭和32年）11月6日 - 日本国有鉄道羽幌線の築別駅 - 当駅間延伸開通に伴い、開業[4]。一般駅[1]。
- 1958年（昭和33年）10月18日 - 当駅 - 遠別駅間の延伸開通に伴い、中間駅となる。羽幌線全通。
- 1982年（昭和57年）3月29日 - 貨物取扱い廃止[1]。業務委託駅となる[5]。
- 1984年（昭和59年）2月1日 - 荷物取扱い廃止[1]。
- 1987年（昭和62年）3月30日 - 羽幌線の全線廃止に伴い、廃駅となる[1]。

### 駅名の由来
所在地名（村名）より。

## 駅構造
廃止時点で、島式ホーム1面2線を有する地上駅で、列車交換可能な交換駅であった。駅舎側（西側）が下りの1番線、外側（東側）が上りの2番線となっていた。そのほか、1番線の外側駅舎寄りに貨物側線と貨物ホームを有していた。この側線は1983年（昭和58年）時点では留萌方、幌延方両側の転轍機も残存していたが、その後留萌方の転轍機と線路が途中まで撤去された。保線用モーターカーの留置に使用されていた。
職員配置駅となっており、駅舎は構内の南西側に位置し、ホームとは構内踏切で連絡した。

## 利用状況
- 1981年度（昭和56年度）の1日乗降客数は131人[6]。

## 駅周辺
- 北海道道448号千代田初山別停車場線
- 国道232号（天売国道/日本海オロロンライン）
- 初山別村役場
- 羽幌警察署初山別駐在所
- 初山別郵便局
- 留萌信用金庫初山別支店
- 初山別村立初山別中学校
- 初山別村立初山別小学校
- 初山別海岸 - 駅から西に約0.2km。釣り場となっている[6]。
- 初山別川

## 駅跡

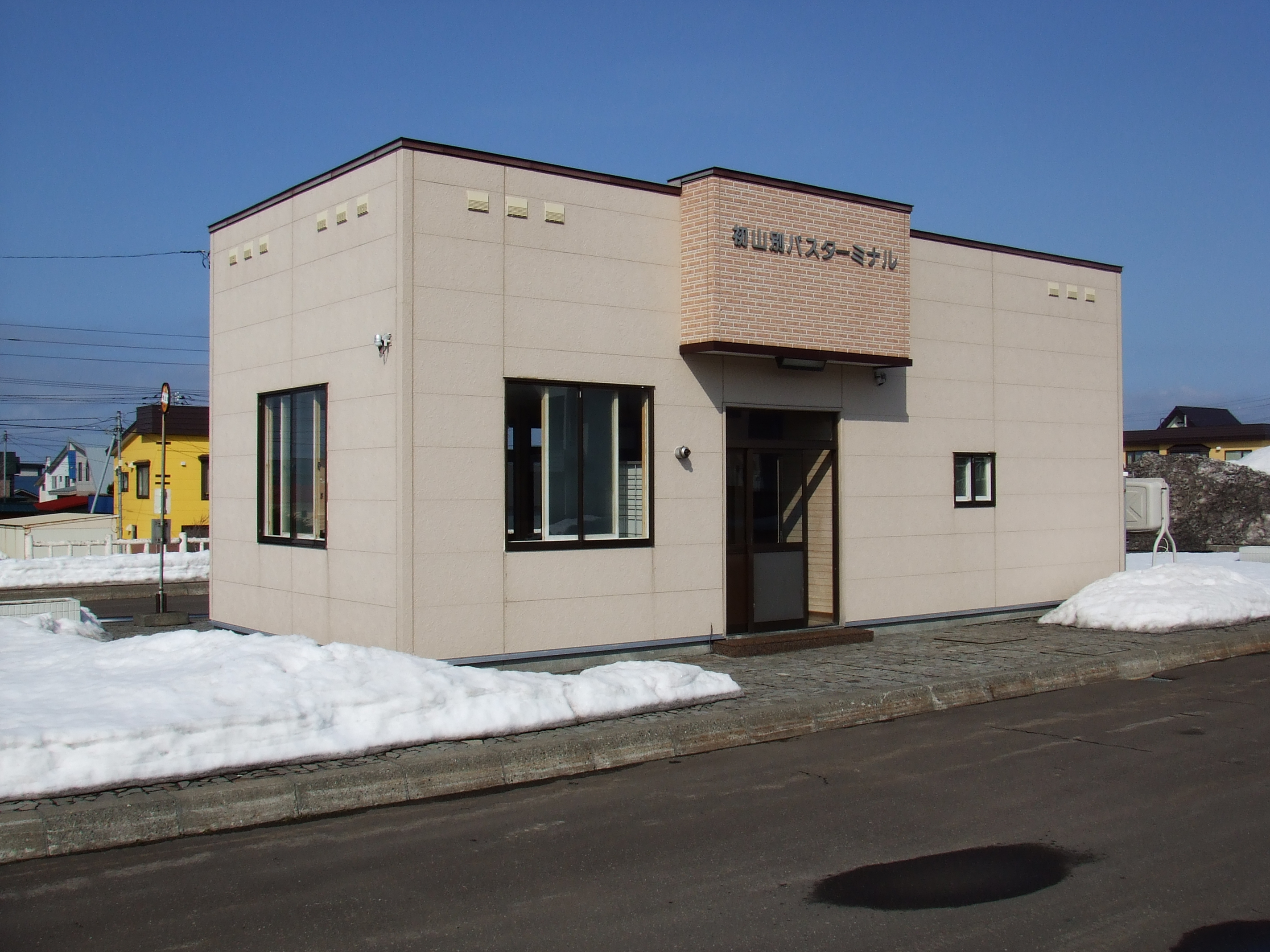
初山別バスターミナル

1999年（平成11年）時点では旧駅構内は細長い公園となり、駅舎跡地にはバスターミナルが設置され、沿岸バスが乗り入れる。2010年（平成22年）時点でも同様であった。
- 羽幌ターミナル・留萌十字街方面
- 遠別・幌延駅・豊富駅方面

※特急はぼろ号、快速旭川線は「初山別役場前」停留所に停車

## その他
初山別駅から500mほど北上した金駒内地区の海岸線に、豊岬方面へ向かって約700mの長さに渡って崖横に設けられた、連続する3本の初山別陸橋、通称「金駒内陸橋」が存在し、その神殿状に支柱の連続する形状と、眼下に日本海を見下ろして空中を走るような景観で、羽幌線を代表する風景の一つとして知られていた。
これらの遺構は国道の地滑り対策のため、1999年（平成11年）時点では撤去が進んでおり、2010年（平成22年）時点では撤去が完了していた。この少し北の「金駒内川橋梁」のコンクリート橋は2011年（平成23年）時点でも残存している。

## 隣の駅
日本国有鉄道
羽幌線
天塩栄駅 - 初山別駅 - 豊岬駅